# Bugatti Atlantic
La Bugatti Atlantic è una concept car con carrozzeria coupé prodotta nel 2015 dalla casa automobilistica francese Bugatti.

## Profilo e contesto

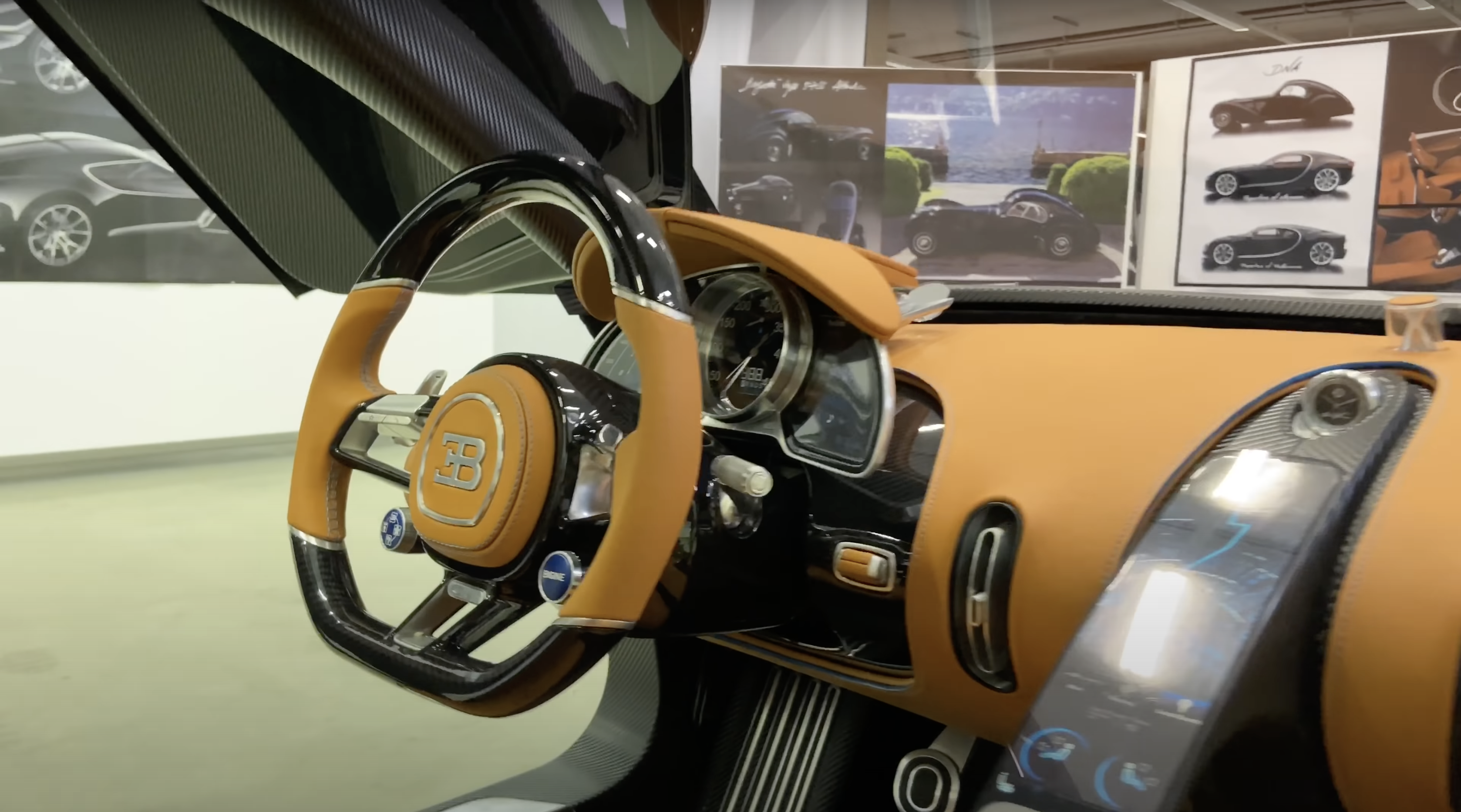
Interni

La vettura, che nei piani della casa francese doveva essere una versione moderna della Bugatti Tipo 57 Coupé Atlantic, rimase allo stadio prototipale e fu costruito in un unico esemplare a Wolfsburg nella sede della Volkswagen. Era anche soprannominato Bugatti Pebble. L'Atlantic condivideva diversi elementi e componenti con altri modelli del Gruppo Volkswagen, che avrebbero reso l'auto meno costosa delle altre Bugatti commercializzate all'epoca, e quindi ne avrebbero fatto una sorta di vettura entry-level del marchio francese.
A causa scandalo sulle emissioni della Volkswagen che ha coinvolto la casa madre noto come Dieselgate e per questioni di costi, il progetto venne abbandonato. La vettura nei piani aziendali doveva essere presentata al Salone di Ginevra nel 2016 e a Pebble Beach nel 2015.

## Tecnica e design
La vettura era dotato di un motore V8 biturbo da 4 litri di derivazione Audi montato in posizione anteriore/longitudinale, nonché un telaio completamente in fibra di carbonio. Due i modelli previsti per la vendita, ovvero le versioni coupé e roadster, con motore termico o elettrico. La versione elettrica inoltre, doveva condividere il power train con la futura Porsche Taycan. 
Il design si caratterizzava per la presenza di una fascia cromata che partendo dal cofano motore al arrivava fino alla zona posteriore, per omaggiare le Bugatti degli anni 40, mentre le portiere avevano un meccanismo di apertura ad ali di farfalla.